# Lerista greeri
Lerista greeri — вид сцинкоподібних ящірок родини сцинкових (Scincidae). Ендемік Австралії.

## Поширення і екологія
Lerista greeri мешкають на півдні і сході регіону Кімберлі у Західній Австралії, зокрема на деяких сусідніх островах, а також в сусідніх районах Північної Території. Вони живуть в сухих чагарникових заростях, серед купин трави і опалого листя.